# Церковь Святого Павла (Малакка)

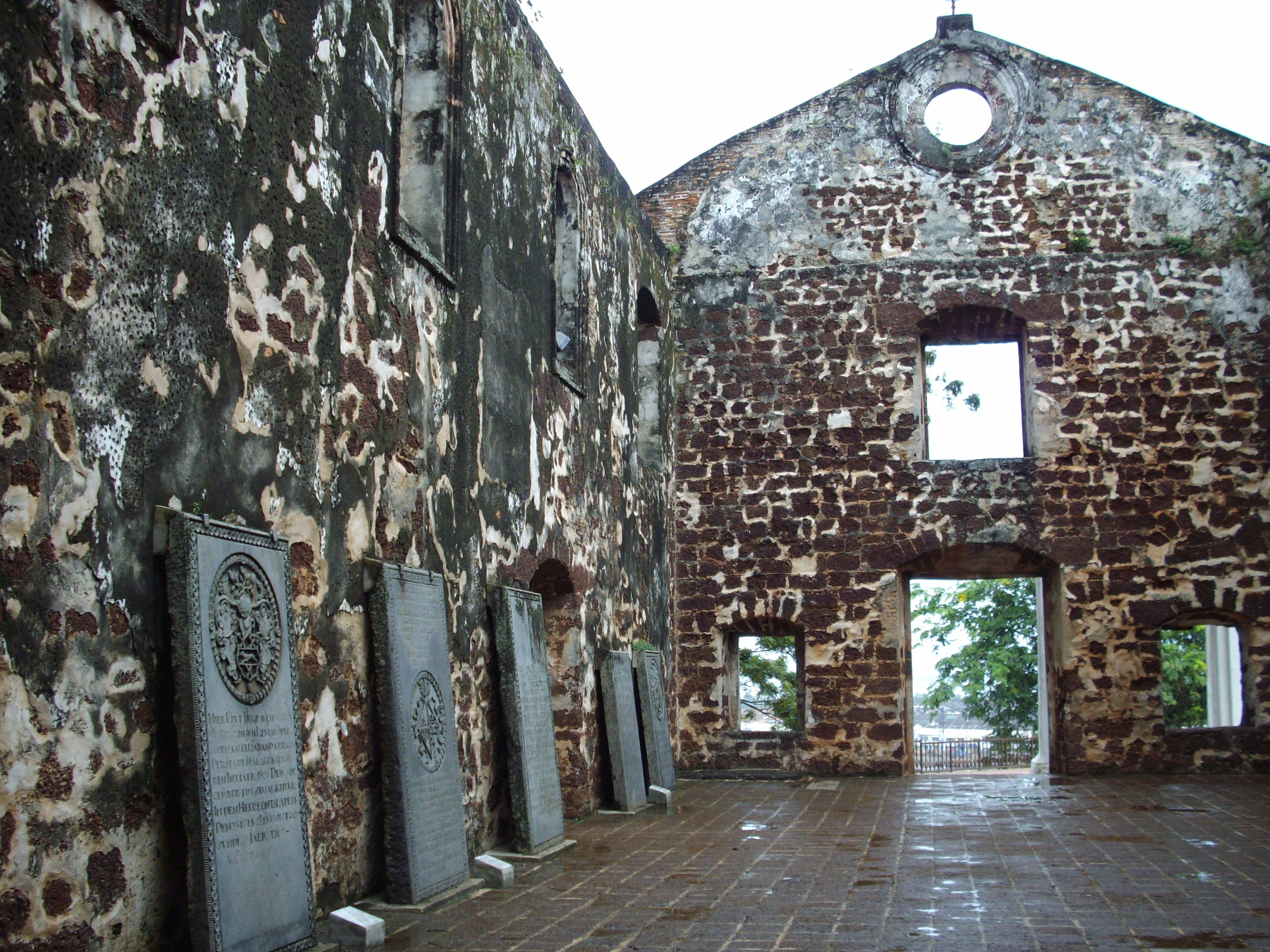
Интерьер

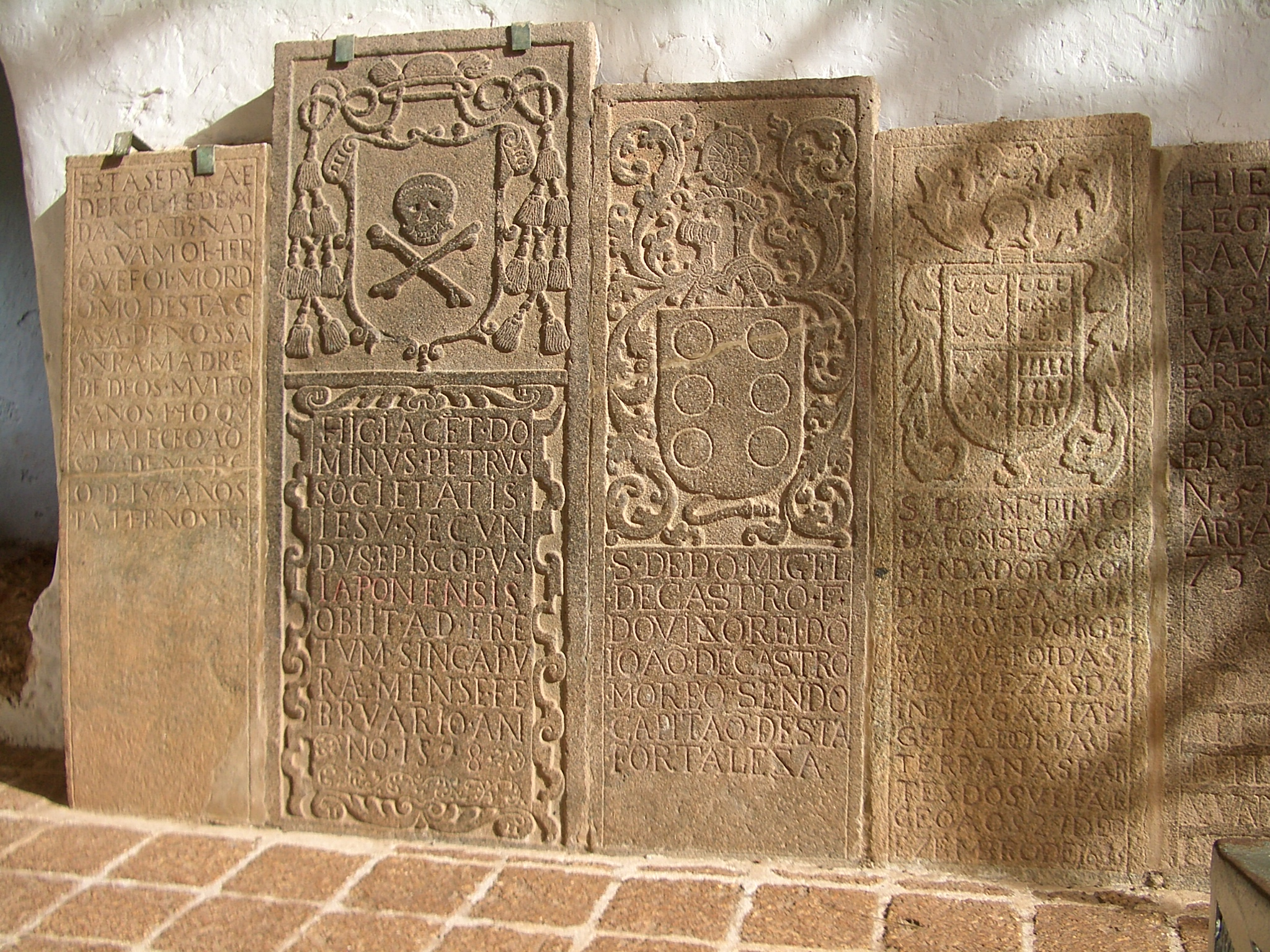
Португальские каменные надгробия

Церковь святого Павла (малайск. Gereja St. Paul) — бывшая католическая и кальвинистская церковь, исторический памятник, который находится в городе Малакка, Малайзия. Находится на вершине холма святого Павла и в настоящее время является частью Малаккского комплексного музея, включающего также руины бывшей португальской крепости А'Фамоса и комплекс зданий на Голландской площади. В настоящее время руины храма являются паломническим центром малайзийских католиков в связи с тем, что в этом храме служил святой Франциск Ксаверий.

## История
Согласно сочинению «Décadas da Ásia» португальского историка и писателя Жуана ди Барруша церковь святого Павла была построена в 1521 году и была освящена в честь Пресвятой Девы Марии Божией Благодати (Nossa Senhora da Annunciada). Церковь была построена португальским фидальго Дуартэ Коэльо (Duarte Coelho) в благодарность за спасение во время шторма в Южно-Китайском море.
В 1548 году епископ Гоа Жоан Афонсу ди Альбургерге передал храм монашескому ордену иезуитов. Храм пользовался популярностью среди португальских колонистов в связи с тем, что в нём некоторое время служил святой Франциск Ксаверий, который использовал храм в качестве базы для своих миссионерских путешествий по Юго-Восточной Азии. В 1548 году Франциск Ксаверий основал при храме школу святого Павла, которая считается первой европейской школой в Малайзии. 22 марта 1553 года иезуит Альваро Перейра перенёс останки умершего Франциска Ксаверия с китайского острова Шаньчуань в Малакку и до 15 апреля 1553 года тело Франциска Ксаверия находились в храме.
В 1556 году храм был значительно расширен. К храму был пристроен второй этаж. В 1590 году была построена колокольня, а сама церковь была переименована в храм Пресвятой Богородицы. В 1592 году в середине нефа была обустроена усыпальница, в которой были похоронены различные известные личности, среди которых второй епископ Фуная Педру Мартинс (+ 1598), капитан Малакки и сын португальского наместника Дон Мигель-ди-Кастру (+ 1577), иезуит Педру Мартиниш, капитан-генерал Антониу Пинту Фонсека (+ 1635) и бельгийский брат-иезуит Теодор Мантель (+ 1593).
В 1641 году после того, как Малакка перешла под контроль Голландии, храм был передан Голландской реформаторской церкви и повторно освящён в честь апостола Павла. Церковь считалась главным храмом реформаторской церкви в Малакке до 1753 года, когда в городе была построена более обширная Церковь Христа на Красной площади (в настоящее время эта церковь используется Англиканской церковью). Церковь святого Павла была оставлена и постепенно стала разрушаться. С конца XVIII неф храма стал использоваться для захоронений. Во второй половине XVIII века храм стал использоваться в качестве оборонительного сооружения в составе бывшей португальской крепости «Формоза». Голландцами была частично разрушена стена алтарной части, алтарь был приподнят и на нём была размещена пушка, ствол которой в образовавшейся арке был направлен в сторону моря. Окна храма были замурованы. В 1824 году Малакка перешла под контроль Великобритании и руины храма стали использоваться в качестве порохового склада.
В 1924 году в старой португальской усыпальнице, которая находилась в середине главного нефа, были произведены археологические раскопки. Повторные археологические исследования проводились в 1930 году Малаккским археологическим обществом. В этом же году вдоль стен нефа были установлены каменные португальские надгробия.
В 1952 году около входа в храм была установлена статуя святого Франциска Ксаверия в честь 400-летия его пребывания в Малакке. В день освящения статуи на неё упала ветка находящегося вблизи дерева казуарины и отколола правую кисть статуи.